# Кулінарне мистецтво
Кулінарне мистецтво — мистецтво обробки, приготування та подачі здорової та смачної їжі, один із просторів людської культури. 
Мистецтво кулінарії сьогодні поєднує в собі філософію їжі, економіку, традиції, етику, історію, релігію, екологію, моду та розвиток технологій. 

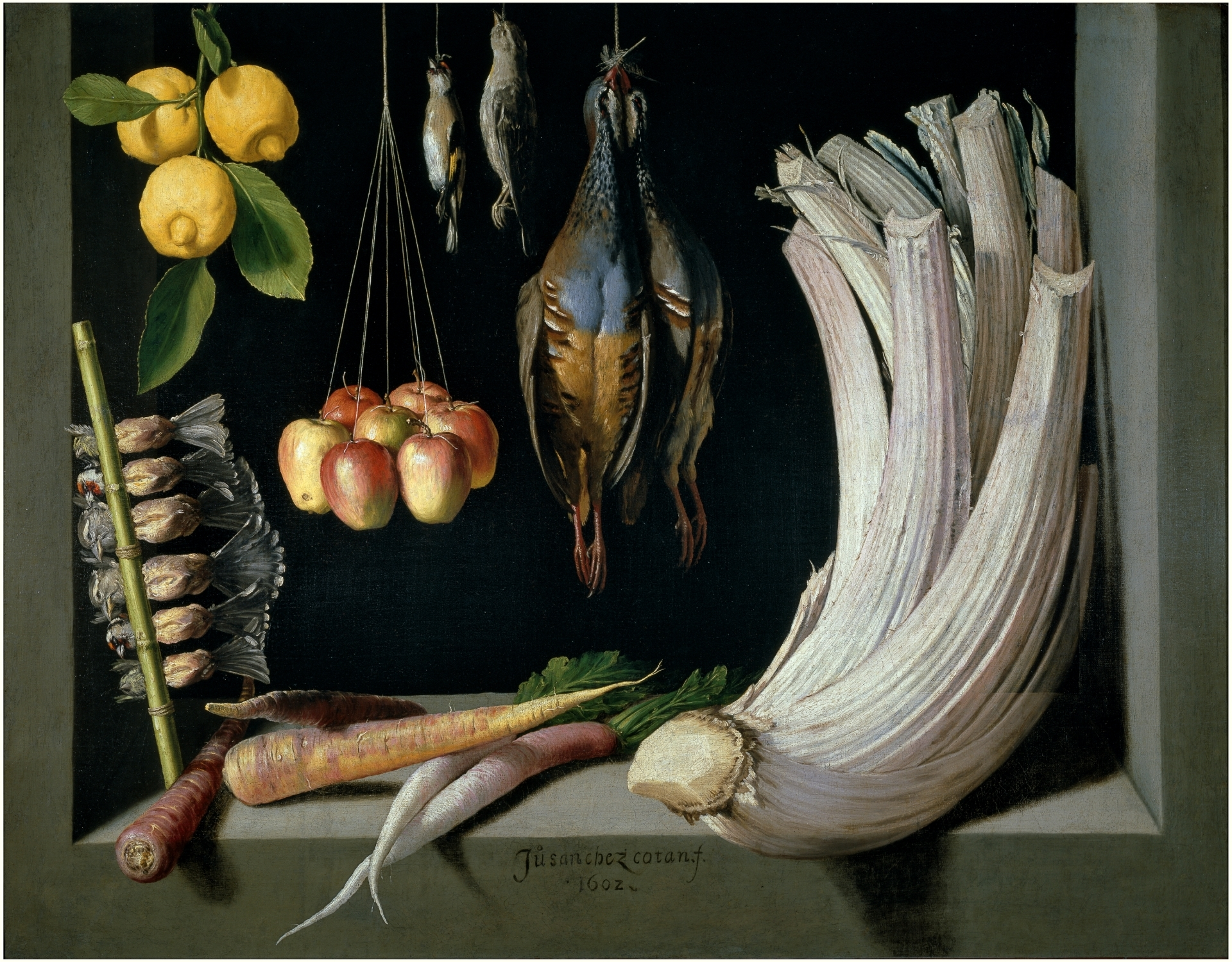
Хуан Санчес Котан: Життя як гра. Овочі та фрукти, 1602 рік.

Сучасними трендами є вибір екопродуктів для приготування їжі, збереження екології, релігійні правила та заборони щодо вживання їжі, зменшення жорстокості щодо тварин, винайдення нових технологій для боротьби з голодом у світі.

## Історія кулінарного мистецтва
Перші філософські підходи до їжі виникли в епоху греків через вчення епікурейства, гедонізму, вегетаріанства. Кухарську майстерність греки вважали рівною з мистецтвом музики та поезії. 
Древні римляни запозичили у греків мистецтво кулінарії. У III ст. до н.е. у Римі існували перші кулінарні школи. За свідченням давньоримських істориків майже кожна освічена людина того часу була кухарем або лікарем.

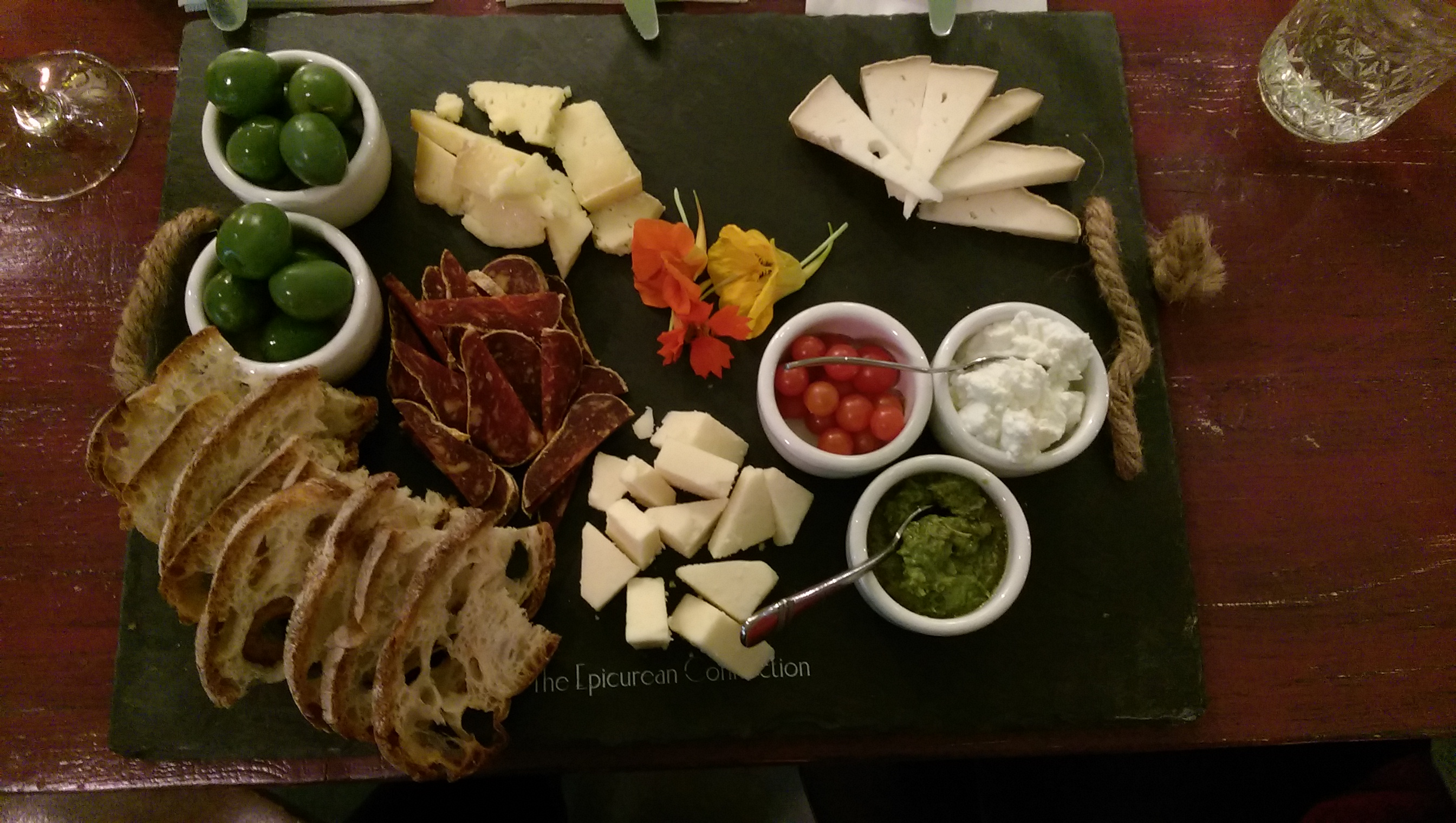
Сирна тарілка в жанрі сучасного епікурейства

Кулінарне мистецтво в Київській Русі зародилося завдяки язичницьким святам. Після переходу до християнства, залишились звичаї святкування та традиційні страви.
Впродовж 2500 років людство відкривало нові смаки та технології приготування їжі, було привезено нові овочі та фрукти в Європу: кукурудзу, квасолю, соняшник, картоплю, какао-боби. Методом селекції було винайдено нові сорти овочів, фруктів, салатів.

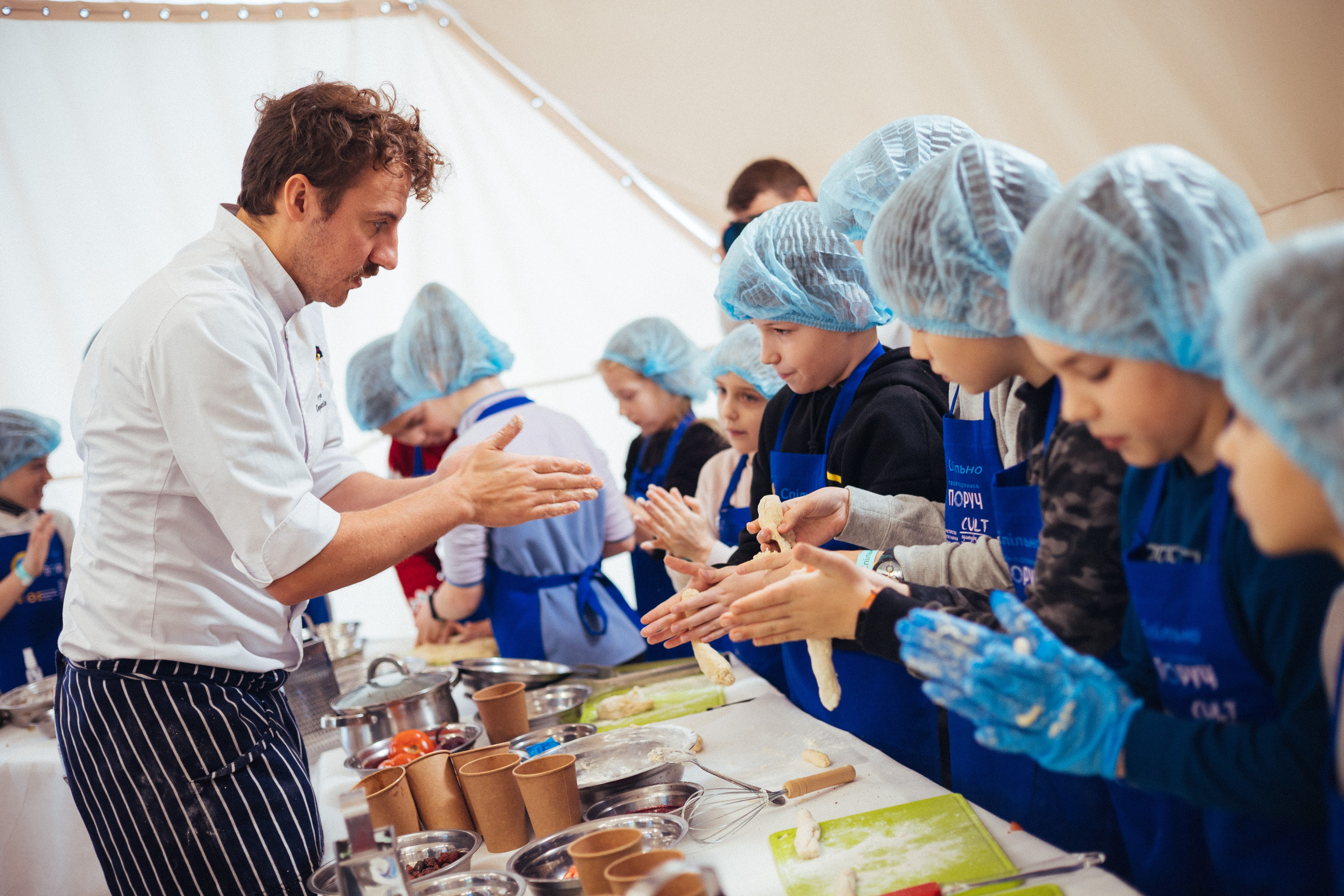
Приготування здорової їжі з Євгеном Клопотенко

Європейська кулінарія зазнала найбільшого розвитку в Середні віки. В цей період їжа набуває символізму, конотацій, стає предметом естетичного зображення. 
У XVII ст. кулінарія прирівнювалась до науки. Нові способи обробки та приготування їжі були запроваджені французами.
Сучасне кулінарне мистецтво тяжіє до нового погляду на традиційні страви, відновлення та збереження традицій приготування їжі, сексуалізації їжі. Косметологічні компанії пропонують засоби по догляду для жінок, які запозичують з привабливих продуктів чи страв з меню. 